# Volando (Renzo Zenobi)
Volando è il decimo album del cantautore italiano Renzo Zenobi, pubblicato nel 2018. 

## Descrizione
L'album, pubblicato dall'etichetta discografica M.P. & Records e distribuito dalla GT Music Distribution, contiene dodici nuove canzoni e un riarrangiamento di Aviatore dall'album omonimo del 1982. Alla realizzazione musicale del disco hanno collaborato Arturo Stalteri, ex componente dei Pierrot Lunaire, e il gruppo prog Aliante.

## Tracce
1. Attimi d’amore – 4:30
2. Piovoso – 3:47
3. Amore del mio amore – 4:02
4. Gli occhi – 3:44
5. Se rimani con me – 3:02
6. Aviatore – 4:01
7. Ho solo cantato – 4:29
8. La tua mano – 4:30
9. Un anello – 2:57
10. Provo a dormire e ti penso – 2:48
11. Il concerto – 3:25
12. Di tamerici e di sabbia – 3:07
13. Abbiamo lasciato – 3:39

Durata totale: 48:01

## Musicisti
- Renzo Zenobi - voce, chitarra
- Enrico Filippi - tastiera
- Alfonso Capasso - basso
- Jacopo Giusti - batteria
- Arturo Stalteri - pianoforte in Aviatore